# Kim Woo-jin
Kim Woo-jin, född 20 juni 1992 är en bågskytt från Sydkorea.
2015 antogs Kim till det sydkoreanska landslaget på nytt, och blev den första man sedan VM 1985 att vinna två individuella VM-guld i bågskytte.
Kim satte ett nytt världsrekord vid olympiska sommarspelen 2016 då han tog 700 poäng på 72 pilar i rankingsomgången i bågskyttetävlingen. Dagen efter tog han guld i lagtävlingen.
Vid olympiska sommarspelen 2020 vann Kim återigen guld i lag. 2021 vann Kim tre VM-guld, individuellt, lagtävlingen för herrar samt lagtävlingen för mixade lag. 2023 tog han åter VM-guld i de två lagtävlingarna. Vid olympiska sommarspelen 2024 dominerade Kim och vann maximala tre guld, individuellt, herrlag och mixedlag.